# Gabriel Slonina
Gabriel Pawel "Gaga" Slonina (* 15. května 2004 Addison, Illinois) je americký profesionální fotbalový brankář, který chytá za anglický klub Chelsea a za americkou reprezentaci.

## Klubová kariéra

### Chicago Fire
Slonina se v roce 2013 připojil k mládežnické akademii klubu Major League Soccer Chicago Fire. 8. března 2019 podepsal s klubem smlouvu jako profesionální hráč. Ve věku 14 let se Slonina stal druhým nejmladším hráčem v historii Major League Soccer a vůbec nejmladším hráčem klubu Chicago Fire.
4. srpna 2021 Slonina debutoval za Chicago Fire proti New Yorku City a ve věku 17 let a 81 dní se stal nejmladším brankářem v historii ligy. Zápas skončil remízou 0:0, což z něj udělalo nejmladšího brankáře s čistým kontem v historii Major League Soccer.

### Chelsea
2. srpna 2022 podepsal Slonina smlouvu s klubem Premier League Chelsea za přestupovou částku 10 milionů dolarů, která se může s příplatky vyšplhat až na 15 milionů dolarů. Slonina zůstal v týmu Chicago Fire na hostování do konce sezóny MLS a 1. ledna 2023 se přesunul trvale do Chelsea. Slonina debutoval v dresu Chelsea do 21 let v zápase Professional Development League proti týmu Wolves.

#### Hostování v Eupenu
10. srpna 2023 se Slonina dohodl s belgickým klubem Eupen na sezónním hostování. 28. října si Slonina připsal první čisté konto za Eupen při výhře 2:0 nad R. Charleroi.

#### Hostování v Barnsley
9. srpna 2024 se Slonina připojil k klubu Barnsley v League One na základě smlouvy o sezónním hostování.

## Reprezentační kariéra
Slonina reprezentoval Spojené státy americké na úrovni do 15, 16, 17 a 20 let. V prosinci 2021 byl povolán na kemp seniorského týmu Spojených států, ale do zápasu nezasáhl. 21. ledna 2022 byl povolán na zápasy kvalifikace na Mistrovství světa se seniorským týmem, ale opět nezasáhl do zápasu. 17. května byl trenérem Czesławem Michniewiczem povolán do polského národního týmu pro nadcházející zápasy Ligy národů proti Walesu, Belgii a Nizozemsku. O tři dny později Slonina pozvánku odmítl a prohlásil, že si přeje reprezentovat Spojené státy na mezinárodní úrovni. 25. ledna 2023 se Slonina stal nejmladším brankářem, který kdy nastoupil za seniorský tým Spojených států. V zápase si připsal několik klíčových zákroků včetně zákroku na brankové čáře.

## Osobní život
Narodil se ve Spojených státech, je ale polského původu a na mezinárodní úrovní může reprezentovat jak Spojené státy, tak Polsko.

## Statistiky

### Klubové
K 16. březnu 2024
| Klub                     | Sezóna            | Liga                | Liga   | Liga | Národní pohár | Národní pohár | Ligová pohár | Ligová pohár | Evropské poháry | Evropské poháry | Ostatní | Ostatní | Celkově | Celkově |
| Klub                     | Sezóna            | Liga                | Zápasy | Góly | Zápasy        | Góly          | Zápasy       | Góly         | Zápasy          | Góly            | Zápasy  | Góly    | Zápasy  | Góly    |
| ------------------------ | ----------------- | ------------------- | ------ | ---- | ------------- | ------------- | ------------ | ------------ | --------------- | --------------- | ------- | ------- | ------- | ------- |
| Chicago Fire             | 2021              | Major League Soccer | 11     | 0    | —             | —             | —            | —            | —               | —               | —       | —       | 11      | 0       |
| Chicago Fire             | 2022              | Major League Soccer | 23     | 0    | —             | —             | —            | —            | —               | —               | —       | —       | 23      | 0       |
| Chicago Fire             | Cellkově          | Cellkově            | 34     | 0    | —             | —             | —            | —            | —               | —               | —       | —       | 34      | 0       |
| Chelsea                  | 2022/23           | Premier League      | 0      | 0    | —             | —             | —            | —            | —               | —               | —       | —       | 0       | 0       |
| Chelsea                  | 2023/24           | Premier League      | 0      | 0    | —             | —             | —            | —            | —               | —               | —       | —       | 0       | 0       |
| Chelsea                  | Celkově           | Celkově             | 0      | 0    | 0             | 0             | 0            | 0            | 0               | 0               | 0       | 0       | 0       | 0       |
| Chicago Fire (hostování) | 2022              | Major League Soccer | 9      | 0    | —             | —             | —            | —            | —               | —               | —       | —       | 9       | 0       |
| Eupen (hostování)        | 2023/24           | Belgian Pro League  | 33     | 0    | 1             | 0             | —            | —            | —               | —               | —       | —       | 34      | 0       |
| Celkově v kariéře        | Celkově v kariéře | Celkově v kariéře   | 76     | 0    | 1             | 0             | 0            | 0            | 0               | 0               | 0       | 0       | 77      | 0       |

### Reprezentační
K 25. lednu 2023
| Národní tým | Rok     | Zápasy | Góly |
| ----------- | ------- | ------ | ---- |
| USA         | 2023    | 1      | 0    |
| Celkově     | Celkově | 1      | 0    |